# Дятел-коротун чорний
Дя́тел-короту́н чорний (Meiglyptes jugularis) — вид дятлоподібних птахів родини дятлових (Picidae). Мешкає в Південно-Східній Азії.

## Опис
Довжина птаха становить 17-22 см, вага 50-57 г. У самців верхня частина тіла чорна, на тімені є невеликий чуб. На верхній частині спини є світлі смужки, надхвістя білувате. Пера на плечах білі або світло-охристо-кремові, верхні покривні пера крил чорні зі світлими кінчиками. Махові пера поцятковані білими або охристими смужками, на внутрішніх опахалах вони більш широкі. Хвіст короткий, чорний. Горло чорне, поцятковане охристими смугами, решта нижньої частини тіла чорна або чорнувато-бура. Нижня сторона крил темно-сірі, поцяткована білуватими смугами, пера на ній мають темні кінчики. Нижні покривні пера крил кремово-білі. Шия кремово-біла, груди з боків охристо-білі. 
Лоб, тім'я і скроні переважно чорні, сильно поцятковані вузькими світло-охристими смужками, задня частина тімені і чуб рівномірно чорні. Щоки охристі, іноді легко поцятковані чорними смужками. Пера під дзьобом чорні з темно-червоними кінчиками, що формують чорно-червоні "вуса". Райдужки карі. Дзьоб відносно довгий. чорний. знизу і біля основи дещо світліший. Лапи сірувато-зелені або блакитнувато-сірі. Самиці мають подібне забарвлення, однак червоні "вуса" під дзьобом у них відсутні, ця частина обличчя у них чорно-охриста, смугаста.

## Поширення і екологія
Чорні дятли-коротуни мешкають в М'янмі, Таїланді, Лаосі, В'єтнамі і Камбоджі. Вони живуть на узліссях вологих рівнинних тропічних лісів, на галявинах і в бамбукових заростях. Зустрічаються поодинці або парами, переважно на висоті до 300 м над рівнем моря, місцями на висоті до 1000 м над рівнем моря. Живляться мурахами та іншими комахами, яких шукають на гілках в нижньому і середньому ярусах лісу, при цьому часто звішуючись вниз головою, як синиці. Сезон розмноження триває з березня по червень.